# Rolf Kirchem

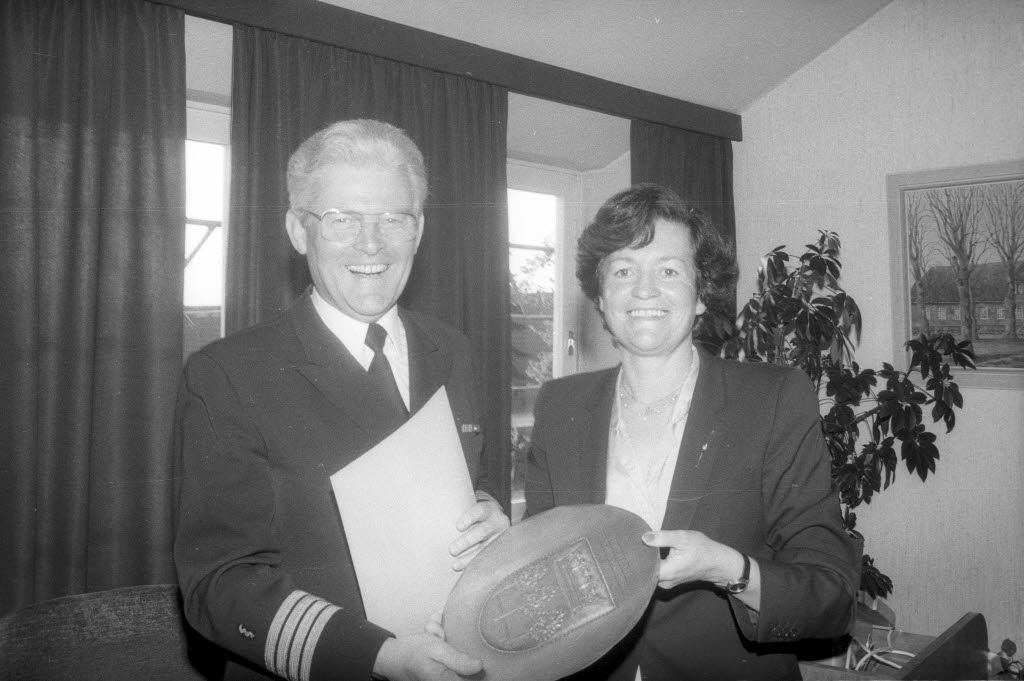
Rolf Kirchem und Anke Gravert (1983)

Rolf Friedrich Kirchem (* 17. Oktober 1925 in Köln; † 7. November 2015 in Neumünster) war ein deutscher Sanitätsoffizier.

## Leben
Kirchem stammte aus dem Rheinland und war Sohn eines Arztes. Er begann seine militärische Karriere als Sanitätsoffiziersanwärter der Kriegsmarine und diente im Zweiten Weltkrieg als Schiffsarzt einer Vorpostenflottille. Nach dem Krieg erfolgte die Facharztausbildung zum Internisten und die Promotion an der Universität zu Köln im Jahr 1952. Vor seiner Tätigkeit als Krankenhausleiter war er Geschwaderarzt beim 1. Schnellbootgeschwader. Im Dienstgrad Flottenarzt war er von 1973 bis 1983 Chefarzt des Bundeswehrkrankenhauses Kiel in Kronshagen. Als Admiralarzt war er zuletzt vom 1. Oktober 1983 bis zum 31. März 1986 Chefarzt des Bundeswehrkrankenhauses Hamburg. 
Kirchem lebte zuletzt in einem Seniorenheim in Neumünster. Im November 2015 starb er im Alter von 90 Jahren. Seine Urne wurde auf See beigesetzt. Seine Frau Lieselotte geb. Goßmann war bereits im Mai 2013 gestorben. Kirchem hatte ein Kind.

## Auszeichnungen
- Verdienstkreuz am Bande des Verdienstordens der Bundesrepublik Deutschland